# Chapsa patens
Chapsa patens är en lavart som först beskrevs av William Nylander och som fick sitt nu gällande namn av Andreas Frisch. 
Chapsa patens ingår i släktet Chapsa och familjen Graphidaceae. Inga underarter finns listade i Catalogue of Life.